# Sa giông đốm Kurdistan
Sa giông đốm Kurdistan (Neurergus microspilotus) là một loài kỳ giông trong họ Salamandridae tìm thấy trong các khu vực của Iran, có thể là Iraq, và có thể là Thổ Nhĩ Kỳ. Môi trường sống tự nhiên của nó là vùng cây bụi và sông khô nhiệt đới hoặc cận nhiệt đới.